# L'Instituteur de campagne
Pour plus de détails, voir Fiche technique et Distribution.
L'Instituteur de campagne (Heideschulmeister Uwe Karsten) est un film allemand réalisé par Hans Deppe sorti en 1954.
Il s'agit de l'adaptation du même nom de Felicitas Rose.

## Synopsis
Ursula Diewen, la fille de l'entrepreneur hambourgeois Ernst Diewen, promet à son père sur son lit de mort d'épouser le marchand Heinrich Heinsius et de poursuivre l'entreprise. L'année suivante, pendant les préparatifs de son mariage, Ursula apprend de son amie Martha Detleffsen que son fiancé a un enfant illégitime et qu'il voit toujours sa mère. Ursula se sépare de Heinrich Heinsius.
Ursula cherche auprès de Mme Alslev un repos à Süderhof, dans la lande de Lunebourg, là où sa mère décédée a souvent vécu. Une fois, elle rend visite au pasteur Sunneby et sa femme, où elle rencontre le fils de la propriétaire, l'instituteur Uwe Karsten Alslev. Bientôt, il s'avère qu'elle partage avec lui l'amour de la musique et de la peinture. Par conséquent, les deux se rapprochent rapidement.
Jan, un garçon dégénéré, vit dans une cabane éloignée du village. Avec lui vit sa fille malade, Lenchen, qui est négligée par son père célibataire. Ursula prend soin de l'enfant. Dans le même temps, elle envisage de créer une fondation Ernst Diewen afin de construire un hôpital pour les personnes nécessiteuses dans la santé.
Hänschen, le fils de Martha Detleffsen, intervient par la médiation d'Ursula qui s'occupe du couple Sunneby qui n'a pas d'enfants. Bientôt, la rumeur se répand à Süderhof selon laquelle Hänschen est l'enfant d'Ursula. Elle n'est venue à la bruyère que pour faire de l'enseignant un père remplaçant pour son enfant. Lorsque les commérages deviennent insupportables, Ursula rentre à Hambourg. Là, elle se consacre à nouveau à la peinture. Le résultat est un certain nombre d'œuvres d'art avec des motifs de la lande de Lunebourg. Ses peintures sont présentées au public lors d'une exposition qui remporte un vif succès.
Avec le soutien de son frère Ludwig, Ursula initie des mesures pour la fondation envisagée. Dans quelques semaines, Ludwig épousera Ellen Vanlos, fille du sénateur Vanlos. Ce dernier a un œil sur Ursula ; mais quand il lui fait une demande en mariage, elle refuse, parce qu'elle pense encore à l'instituteur de campagne. D'abord elle a appris qu'il s'est sérieusement blessé en sauvant Jan d'une grange en feu. Uwe se réveille en sentant la présence d'Ursula. Ils se marient, bien que le ce mariage déplaît pour la famille bourgeoise d'Ursula. Bien qu'il y ait encore des revers après cela, à la fin du film, tous les problèmes sont résolus.

## Fiche technique
- Titre français : L'Instituteur de campagne[1]
- Titre original : Heideschulmeister Uwe Karsten
- Réalisation : Hans Deppe assisté de Hans Ohrtmann
- Scénario : Peter Francke (de)
- Musique : Heinrich Riethmüller
- Direction artistique : Willi Herrmann, Heinrich Weidemann
- Costumes : Trude Ulrich
- Photographie : Karl Löb, Fritz Arno Wagner
- Montage : Hanna Meisel
- Production : Wilhelm Gernhardt
- Sociétés de production : Hans Deppe Film
- Société de distribution : Neue Filmverleih
- Pays d'origine :  Allemagne de l'Ouest
- Langue : allemand
- Format : Couleur - 1,37:1 - Mono - 35 mm
- Genre : Drame
- Durée : 96 minutes
- Dates de sortie :
  -  Allemagne de l'Ouest : 11 janvier 1954.
  -  Autriche : 11 septembre 1955.
  -  Danemark : 9 janvier 1956.
  -  Finlande : 24 août 1956.
  -  France : 12 octobre 1956[1].

## Distribution
- Barbara Rütting : Ursula Diewen
- Claus Holm : Uwe Karsten Alslev
- Katharina Mayberg (de) : Martha Detleffsen
- Herbert Hübner : Ernst Diewen, le père d'Ursula
- Carola Höhn : Sabine, la belle-mère d'Ursula
- Hans Quest : Ludwig, le frère d'Ursula
- Wolfgang Lukschy : Heinrich Heinsius
- Günther Lüders : Le pasteur Sunneby
- Käthe Itter (de) : Mme Sunneby
- Lotte Brackebusch (de) : Mme Alslev, la mère d'Uwe
- Josef Sieber : Jan
- Carsta Löck : Minna, femme de ménage chez les Diewen
- Käthe Haack : Tante Renate
- Heidi Brühl : Sternchen
- Franz Schafheitlin : Sénateur Vanlos
- Claus-Dieter Schmoller : Petit Hänschen, le fils de Martha

## Source de la traduction
- (de) Cet article est partiellement ou en totalité issu de l’article de Wikipédia en allemand intitulé « Heideschulmeister Uwe Karsten (1954) » (voir la liste des auteurs).